# ティファニー・シェピス
ティファニー・シェピス（Tiffany Shepis、1979年9月11日 - ）は、アメリカ合衆国の女優。

## 出演作品
- トロメオ&ジュリエット
- テッド・バンディ 全米史上最高の殺人者
- シャークネード カテゴリー2
- 怪物　モンスター
- オーディション2
- ボニー＆クライド vs. ヴァンパイア
- インプリズン　-修道女の悪夢-
- ＳＶＺ　ストリッパーVS.ゾンビ
- 悪夢男
- 超能力学園ZZ
- ケイヴ・フィアー　CAVE FEAR
- 化け物屋敷と悪魔教授
- ハリウッド人肉通り
- ザ・ブギーマン Resurrection
- 案山子男（ジュディ・パターソン）
- ビニール・ドールズ　ロックに懸けた性春
- デス・ファクトリー
- 超能力学園ＷＸＹ
- キリングフェイス
- ヴィクター・クロウリー　史上最凶の怪人
- ファイナル・デッドパーティー
- ワイルド・クラッシュ
- ハロウィン2016
- ザ・プリズン・ブレイク　大脱獄